# Еврейский коммунистический союз молодёжи
Еврейский коммунистический союз молодёжи, Евкоммол — умеренная еврейская молодёжная организация социалистического направления. Возникла в 1920 после раскола Югендкомфарбанда (Еврейского молодёжного коммунистического союза). Когда большинство членов Югендкомфарбанда выступили за присоединение к Российскому коммунистическому союзу молодежи, то несогласные с этим решением вышли из организации и создали собственную союз — Евкоммол. Евкоммол был самостоятельной организацией, которая ориентировалась на Поалей Цион: в августе 1921 Киевский фарбандерат (съезд) союза официально признал программу данной партии.
В начале 1920-х гг. Евкоммол играл заметную роль в молодёжном движении УССР, провёл ряд массовых кампаний среди еврейской молодёжи. Организации Евкоммола действовали, в частности, в Киеве, Харькове, Одессе, Екатеринославе (ныне Днепр), Кременчуге, Полтаве, Бердичеве, во многих других городах и посёлках УССР. Наиболее прочными и многочисленными они были в Сосницах и Пирятине. В январе 1923 в условиях давления со стороны советских властей 3-я Всероссийская конференция Евкоммола приняла решение о ликвидации союза и его слиянии с Российским коммунистическим союзом молодёжи.